# Point Leamington
Point Leamington est une municipalité située dans la province de Terre-Neuve-et-Labrador, dans le centre-nord de Terre-Neuve.